# Hörtechnik und Audiologie

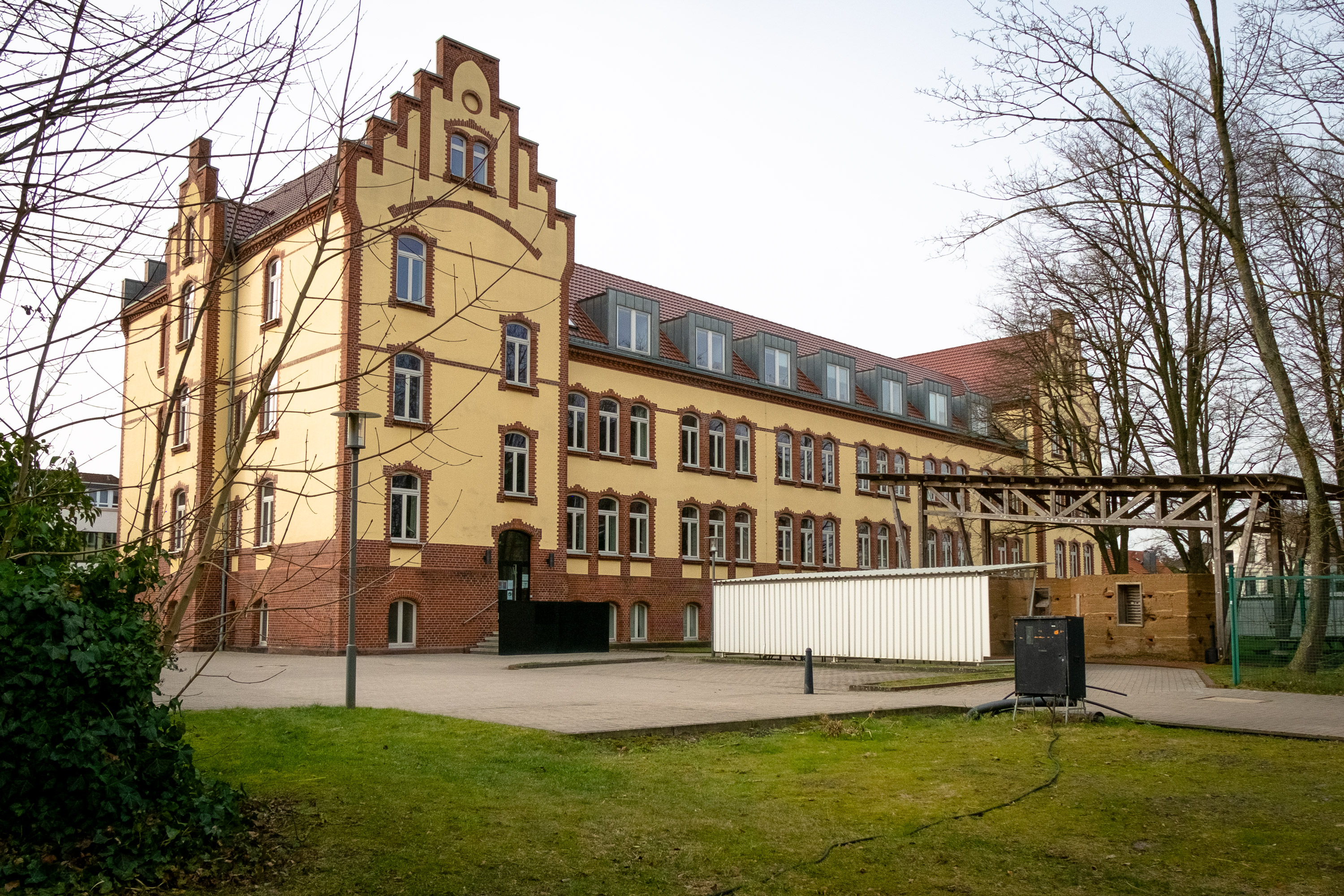
Rückansicht des TGM-Gebäudes der Jade Hochschule Oldenburg

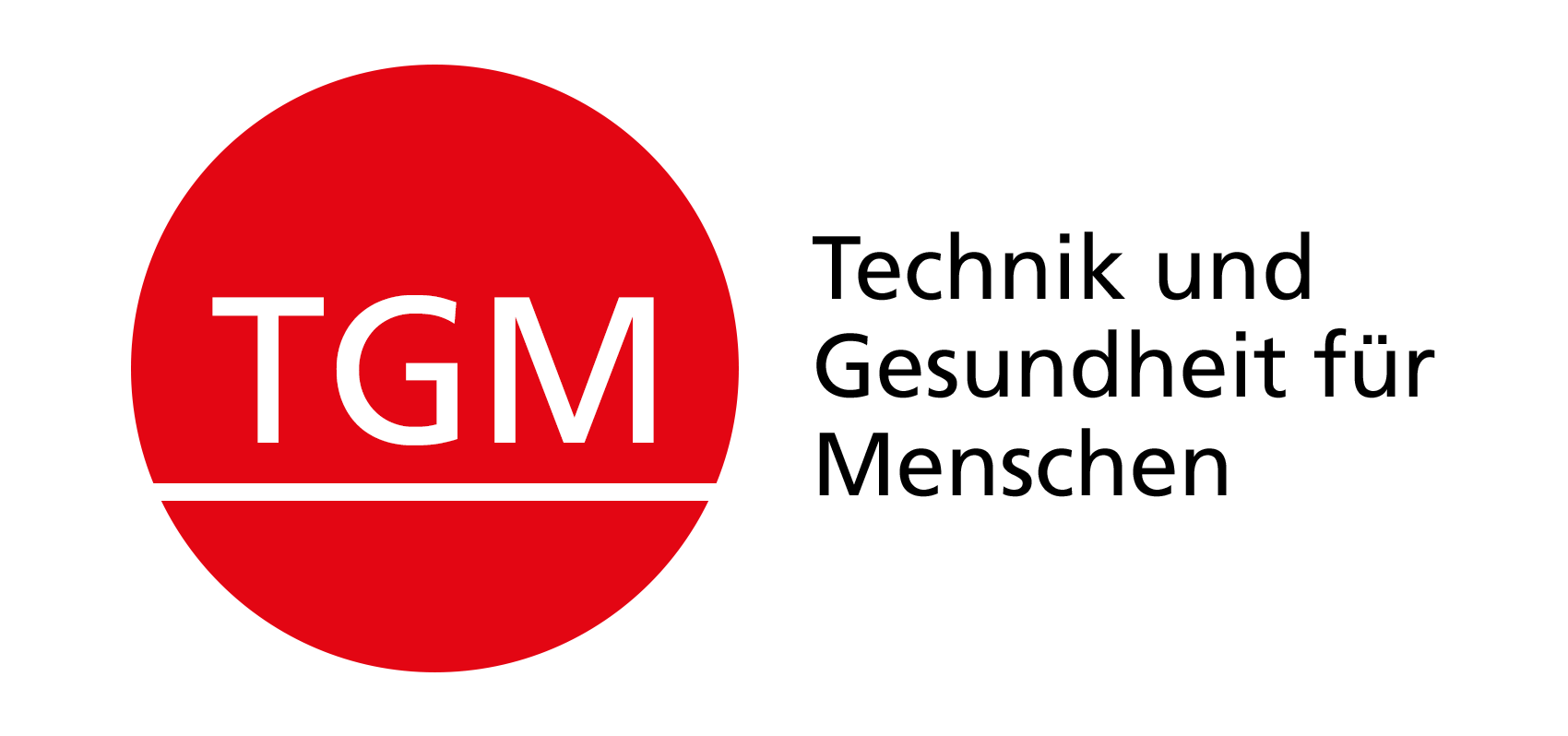
Logo der Abteilung Technik und Gesundheit für Menschen

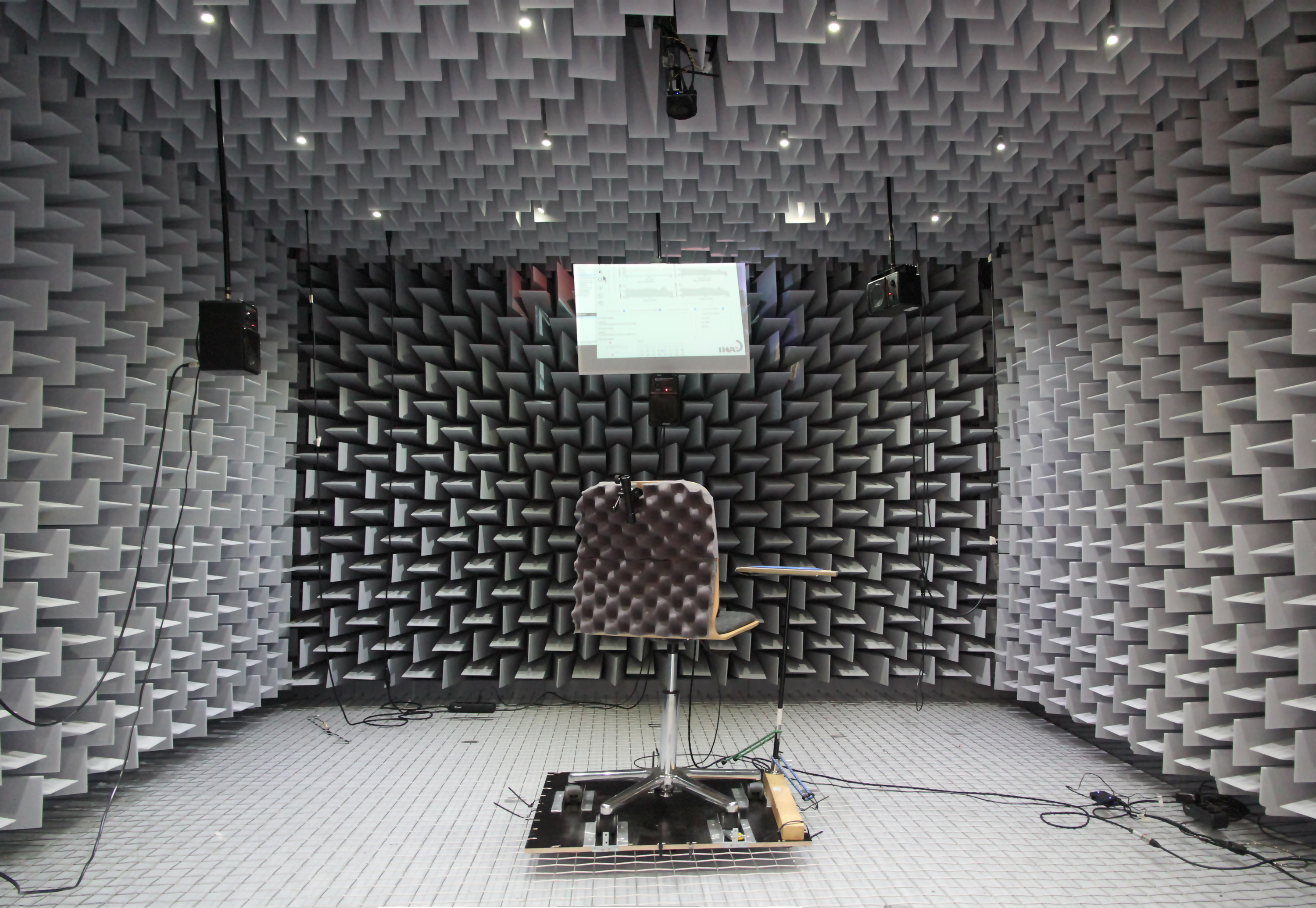
Hörexperiment im reflexionsarmen Raum der Abteilung TGM der Jade Hochschule am Standort Oldenburg

Hörtechnik und Audiologie ist ein gemeinsamer, konsekutiver Bachelor/Master-Studiengang, der von der Abteilung Technik und Gesundheit für Menschen (TGM) der Jade Hochschule am Standort Oldenburg im Schwerpunkt Bachelor und im Master von der Universität Oldenburg durchgeführt wird.

## Aufbau des Studiengangs
Der Studiengang ist ausgelegt auf sechs Theorie-Semester zuzüglich eines Praxis-Semesters zur Erstellung der Bachelorarbeit und der Durchführung eines Praktikums. Diese Zeit wird in der Regel an einer externen Stelle in Industrie oder Forschung verbracht. Studienstart ist immer zum Wintersemester. Die Veranstaltungen werden größtenteils in deutscher Sprache gehalten. 
Fester Bestandteil jedes Semesters ist ein in Kleingruppen erarbeitetes Praktikum zu verschiedenen Inhalten. Einige Veranstaltungen und Praktika werden in Kooperation mit Instituten aus der Oldenburger Wirtschaft sowie Kunstszene, beispielsweise dem  Oldenburgischen Staatstheater durchgeführt.  

## Inhaltliche Schwerpunkte
Die Inhalte des Studiengangs Hörtechnik und Audiologie lassen sich größtenteils in drei Themenbereiche aufteilen: 
- den ingenieurwissenschaftlichen Grundlagen: Mathematik, Physik, Informatik und Elektrotechnik
- einen medizinischen Teil, bestehend aus Veranstaltungen der Anatomie, Diagnostik, Psychoakustik und Hörgerätetechnik
- einen Akustik-/Audiotechnik-Teil, bestehend aus digitaler Signalverarbeitung, Akustik, Audiotechnik, DSP- und Plugin-Programmierung

Ergänzt werden die Inhalte durch Kommunikationsseminare, BWL, Technisches Englisch und künstlerisch-technische Veranstaltungen in Studiotechnik, die vom Tonmeister und Honorarprofessor Michael Brammann gehalten werden.

## Ausstattung
Als Teil der Abteilung Technik und Gesundheit für Menschen (TGM) ist der Studiengang im institutseigenen Gebäude angesiedelt. Neben 4 Hörsälen gibt es 2 Computerräume,  ein voll ausgestattetes Tonstudio, zwei Werkstätten sowie mehrere Labore mit schallisolierten Spezialkabinen. Des Weiteren verfügt das Institut über einen  reflexionsarmen Raum sowie einen Hallraum und ein Wellenfeldsynthese-Labor mit 420 Lautsprechern.

## Master an der Universität
Nach dem Bachelor-Abschluss kann an der  Carl von Ossietzky Universität Oldenburg der konsekutive Master anschließen. Die Dauer beträgt 3 Studiensemester inklusive einem Semester zur Erstellung der Masterarbeit.